# تشاك بولانيك
تشارلز مايكل تشاك بولانيك (بالإنجليزية: Charles Michael "Chuck" Palahniuk، ولد 21 فبراير 1962 م) روائي وصحفي مستقل ولد في باسكو من ولاية واشنطن بالولايات المتحدة الأمريكية ويقيم حاليا في أوريغون، بورتلاند.
تخرج في كلية الصحافة بجامعة أوريغون عام 1986 م وعمل كصحفي لإحدي الإذاعات الوطنية ثم عمل كميكانيكي سيارات لفترة كتب خلالها دليل لإصلاح الشاحنات والعمل اليدوي. ثم ترك عمله كصحفي وعمل متطوعاً في دار للعجزة ثم ترك العمل التطوعي جراء حادث وفاة أحد المرضى. توجه بعد ذلك للكتابة الروائية وحضور ورشات الكتابة التي يديرها الأديب توم سبانبيور. وكتب أولى رواياته بعنوان أرق والتي كتب عنها معلقا: «أنت ستكون بيتاً، إذا عشت هنا!»، لكنه لم ينشر الرواية بسبب احباطات النشر. والجدير بالذكر أنه استخدم بعض مقاطع من هذه الرواية في روايته الأشهر نادي القتال (رواية).
الكاتب مثلي كما اعترف على صفحته الإلكترونية في تسجيل صوتي

## أعماله

### خيالية
- أرق (Insomnia) في أوائل التسعينات، لم يتم نشره
- نادي القتال (رواية) (Fight Club) في 1996 م، والتي تم تحوليها إلى نادي القتال بنفس الاسم. وترجمت إلى العربية بواسطة أحمد خالد توفيق.
- الناجي (Survivor) في 1999 م
- وحوش غير مرئية (Invisible Monsters) في 1999 م
- خنق (Choke) في 2001 م
- تهويدة (Lullaby) في 2002 م
- مفكرة (Diary) في 2003 م
- مسكون (Haunted) في 2005 م

### واقعية
- هاربون ولاجئون (Fugitives and Refugees) في 2003 م
- أغرب من الخيال (Stranger Than Fiction) في 2004 م

ومن المنتظر حاليا صدور كتابه الجديد الذي يتناول فيه أسلوبه الأدبي الخاص.